# بولهيلات
بولهيلات بلدة وبلدية تابعة لدائرة الشمرة في ولاية باتنة بالجزائر.

## الموقع الجغرافي
يحدها شمالا وشرقا ولاية أم البواقي جنوبا الشمرة وغربا بلدية بومية.